# Tank Wars
Tank Wars ist der genreprägende Klassiker unter den Artillery-Spielen und ebenfalls unter dem Alternativnamen Bomb bekannt.

## Entwicklungsgeschichte
Das DOS-Spiel, das von Kenny Morse geschrieben wurde und 1986 als Shareware als Version 1.0 veröffentlicht wurde, hat maßgeblichen Einfluss auf alle nachfolgenden Spiele dieses Genres ausgeübt. Bis zur Veröffentlichung von Tank Wars gab es nur wenige Spiele, die sich dem Artillery-Spielprinzip bedienten, darunter z. B. der Namensgeber des Genres, Artillery, welcher schon Ende der 1970er-Jahre veröffentlicht wurde.
Die wesentlichen Innovationen von Tank Wars sind die Option zum Waffenkauf nach jeder absolvierten Runde und die Erweiterung der Spielerzahl auf zehn. Diese wurden von den weitaus bekannteren Remakes wie Scorched Earth (1991) und Scorched Tanks (Amiga, 1994), sowie dem populärsten Vertreter des Genres, Worms, (1994) übernommen oder weiterentwickelt.

## Spielprinzip
Tank Wars ist von bis zu zehn Spielern im Hot-Seat-Modus spielbar. Wenn keine menschlichen Mitspieler zur Verfügung stehen, können Computergegner in sieben verschiedenen Stärken gewählt werden. Ab Version 3.0 ist auch das Spielen in Teams möglich. Auf einer zufällig generierten zweidimensionalen Landschaft werden je nach Spielerzahl zwei bis zehn Panzer platziert. Jeder Spieler steuert einen Panzer, man kann den Panzer allerdings nicht fortbewegen, sondern man stellt lediglich den Winkel des Geschützturmes und die Feuerkraft ein. Nachdem man Windstärke und Windrichtung, sowie die „Konsistenz“ der Außenwände bei seinen Einstellungen berücksichtigt hat, kann man einen Schuss abgeben. Kann man einen Gegner mit einem Explosivgeschoss vernichtend treffen, kann dieser unter Umständen mit einer gewaltigen Explosion seine Nachbarn mit in den Abgrund reißen. Ist das Land nach einer Bombardierung zerklüftet, fällt dieses physikalisch korrekt in sich zusammen und kann dabei Panzer unter sich begraben. Sieger ist, wer als letzter überlebt. Nach einer erfolgreichen Runde können neben verschiedenen Waffensystemen auch Verteidigungs- und Zielführungssysteme gekauft werden.
Eine Fülle von möglichen Einstellungen, wie zum Beispiel elastische Außenbegrenzungen oder die Art der animierten Hintergrundgrafiken machten das Spiel einzigartig.